# Daniel Román
Daniel Román est un boxeur américain né le 10 mai 1990 à Los Angeles, Californie.

## Carrière
Passé professionnel en 2010, il devient champion du monde des super-coqs WBA le 28 février 2018 après sa victoire aux points contre Ryo Matsumoto. Román conserve son titre le 16 juin 2018 en battant aux points Moises Flores et le 6 octobre 2018 en stoppant au 10e round Gavin McDonnell.
Le 26 avril 2019, il réunifie les ceintures WBA et IBF en battant aux points TJ Doheny mais perd lors du combat suivant contre Murodjon Ahmadaliyev le 30 janvier 2020.